# Baranyi Szabolcs
Baranyi Szabolcs (Nagyvárad, 1944. január 31. – 2016. június 4. előtt) korábbi hivatásos teniszező, egyéni Európa-bajnok, egyéniben, párosban és csapatban országos bajnok, a magyar Davis-kupa csapat játékosa és később szövetségi kapitánya, edző.
Legjobb eredményeit párosban érte el, Szőke Péter társaként két tornadöntőt játszott, de mindkettőn veszítettek. 
Egyéniben 1970 és 1975 között hatszor indult a Roland Garroson, ötször Wimbledonban, és egyszer az Australian Openen, legjobb Grand Slam eredményeként az 1973-as wimbledoni bajnokságon és az Ausralian Openen is nyolcaddöntős volt, ahol csak ötszettes mérkőzéseken kapott ki Björn Borgtól és Bob Carmichaeltől.
A Davis-kupában 1969–1975-ig játszott, ezeken mérlege egyéniben 12–8, párosban 3–3. Tagja volt az 1976-os Király Kupa győztes válogatottnak. Később a magyar Davis-kupa válogatott szövetségi kapitánya is volt.
Legjobb világranglista-helyezését 1973. szeptember 26-án érte el, ekkor 94. volt.
Az Újpesti Dózsa sportolója volt. Háromszor választották az év teniszezőjének. 1969-ben férfi egyes Európa-bajnoki címet szerzett. Két alkalommal egyéniben, háromszor párosban és 17-szer csapatban is megnyerte az Országos Bajnokságot.
Játékos pályafutása után edzőként Nyugat-Németországban tevékenykedett.

## ATP döntői

### Páros

#### Elvesztett döntői (2)
| No. | Dátum | Torna           | Borítás | Partner     | Ellenfelek a döntőben             | Végeredmény   |
| --- | ----- | --------------- | ------- | ----------- | --------------------------------- | ------------- |
| 1.  | 1973  | Calgary, Kanada | Kemény  | Szőke Péter | Mike Estep Ilie Năstase           | 7–6, 5–7, 3–6 |
| 2.  | 1979  | Linz, Ausztria  | Kemény  | Szőke Péter | Patrice Dominguez Gilles Moretton | 1–6, 4–6      |